# Mònica Bernabé
Mònica Bernabé Fernández (Barcelona, diciembre de 1972) es una periodista española conocida por su trabajo como corresponsal en Afganistán, donde vivió casi ocho años, y como defensora de los derechos humanos.

## Biografía
Estudió en la Universidad Autónoma de Barcelona. En el año 2000, tras su primer viaje a Afganistán (y a Peshawar), fundó la Asociación por los Derechos Humanos en Afganistán (ASDHA),ONG de apoyo a mujeres afganas, que presidió durante 16 años, hasta su disolución. Después de siete años de viajar regularmente a Afganistán, a mediados de 2007 se estableció en Kabul, colaborando en diversos medios entre ellos el diario El Mundo, Radio Nacional de España (RNE), Ràdio Associació de Catalunya 1 (RAC1), Canal Sur Televisión, el servicio en español de Deutsche Welle, y otros. Ha sido la única periodista española que ha vivido y trabajado permanentemente en aquel país durante tantos años.
En 2015 se trasladó a Roma para asumir la corresponsalía de El Mundo. El 2017 se incorporó al periódico Ara como responsable de la sección de Internacional.

## Obra

### Publicaciones
- Afganistán, crónica de una ficción, editorial Debate (2012).[5]
- Mujeres. Women. Afganistán, editorial Blume (2014),[6] exposición junto con Gervasio Sánchez,[7] Recopilación de fotografías y testimonios de casi 250 mujeres afganas que explica su situación en el país.
- Crónica de un fracaso. Afganistán, la retirada, editorial Debate (2023).[8]

### Exposiciones
- Mujeres. Women. Afganistán. Exposición itinerante, conjuntamente con Gervasio Sánchez, que se inauguró en el Palacio Robert de Barcelona. Posteriormente, se ha podido ver en diversos lugares del Estado español. Basada en el libro con el mismo nombre.[9]

### Documentales
- "Vestida de negre" (2015): documental sobre Afganistán a través del testimonio de la periodista Mònica Bernabé, dirigido por Josep Morell. Producción TV3 y La Quimera.[10]

## Premios y reconocimientos
- 2010 Premio Julio Anguita Parrado de periodismo.[11]
- 2011 Premio Proteus en el ámbito de la cultura y la comunicación.[12]
- 2013 XXIX Premio de Periodismo Cirilo Rodríguez.[13]
- 2013 Premio Derechos Humanos del Consejo General de la Abogacía Española.[14]
- 2016 Premio Buenas prácticas de comunicación no sexista de la Associació de Dones Periodistes de Catalunya.[15]
- 2021 Lección inaugural del grado en Periodismo del curso 2021-2022 de la Universidad Pompeu Fabra, con el título "Explicar la guerra: contexto y mirada humana desde Afganistán.[16]
- 2024 Segundo premio Montserrat Roig de periodismo social.[17]